# Kazimierz Kościałkowski
Kazimierz Zyndram Kościałkowski herbu Syrokomla – podkomorzy wiłkomierski w 1792 roku, chorąży wiłkomierski w latach 1788–1792, stolnik wiłkomierski w latach 1781–1788, konsyliarz powiatu wiłkomierskiego w konfederacji targowickiej w 1792 roku.
Komisarz Komisji Porządkowej Cywilno-Wojskowej województwa wileńskiego powiatu wiłkomierskiego w Wiłkomierzu w 1790 roku. Delegowany do sądów ulitimae instantiae konfederacji generalnej Wielkiego Księstwa Litewskiego w 1792 roku.